# Cattle Landing
Cattle Landing ist ein kleiner Ort im Toledo District in Belize, Mittelamerika. 2010 hatte der Ort 226 Einwohner.

## Geografie
Der Ort liegt an der Küste in der Bucht von Amatique, einer Bucht der Karibischen See, nördlich von Hopeville und Punta Gorda. Nach Nordwesten, zum Landesinnern, verläuft der Southern Highway und verbindet den Ort mit Toledo Settlement, Forest Home,  Eldridgeville und Pine Hill.
Im Norden führt der Southern Highway über Dump nach Dangriga.
Nördlich des Ortes erstreckt sich ein ausgedehntes Regenwald-Mangroven-Gebiet.

## Geschichte
Der Ort wurde 1868 von Siedlern aus den Südstaaten der Vereinigten Staaten gegründet worden, die ihre Heimat verließen, nachdem die Konföderierten den Sezessionskrieg verloren hatten. Das Unternehmen Young Toledo and Company, welches im Süden von Britisch-Honduras im Holzhandel, vor allem mit Mahagoni beschäftigt war, hatte sie eingeladen, dort Zuckerrohr-Plantagen anzulegen.
Das Unternehmen wurde um 1839 gegründet und war vor allem im Mahagoni-Handel im Südteil von Britisch-Honduras (heute: Toledo District) tätig.

## Klima
Nach dem Köppen-Geiger-System zeichnet sich Cattle Landing durch ein tropisches Klima mit der Kurzbezeichnung Am aus.